# ヘザー・アシュトン
クリスタル・ヘザー・アシュトン（英語: Chrystal Heather Ashton）(1929年7月11日 – 2019年9月15日)は、イギリスの医学者、医師。ニューカッスル大学神経科学研究所名誉教授。
ベンゾジアゼピン系薬剤の離脱を専門とする診療所で多くの患者を減薬、断薬させ、その経験から段階的な減薬法などに関する手引書（アシュトンマニュアル）をまとめた。この手引書は日本語を含む10か国語に翻訳され、インターネットで公開されている。女性。

## 経歴
オックスフォード大学卒業。1951年、生理学において第1級優等学位取得。